# Город-сад

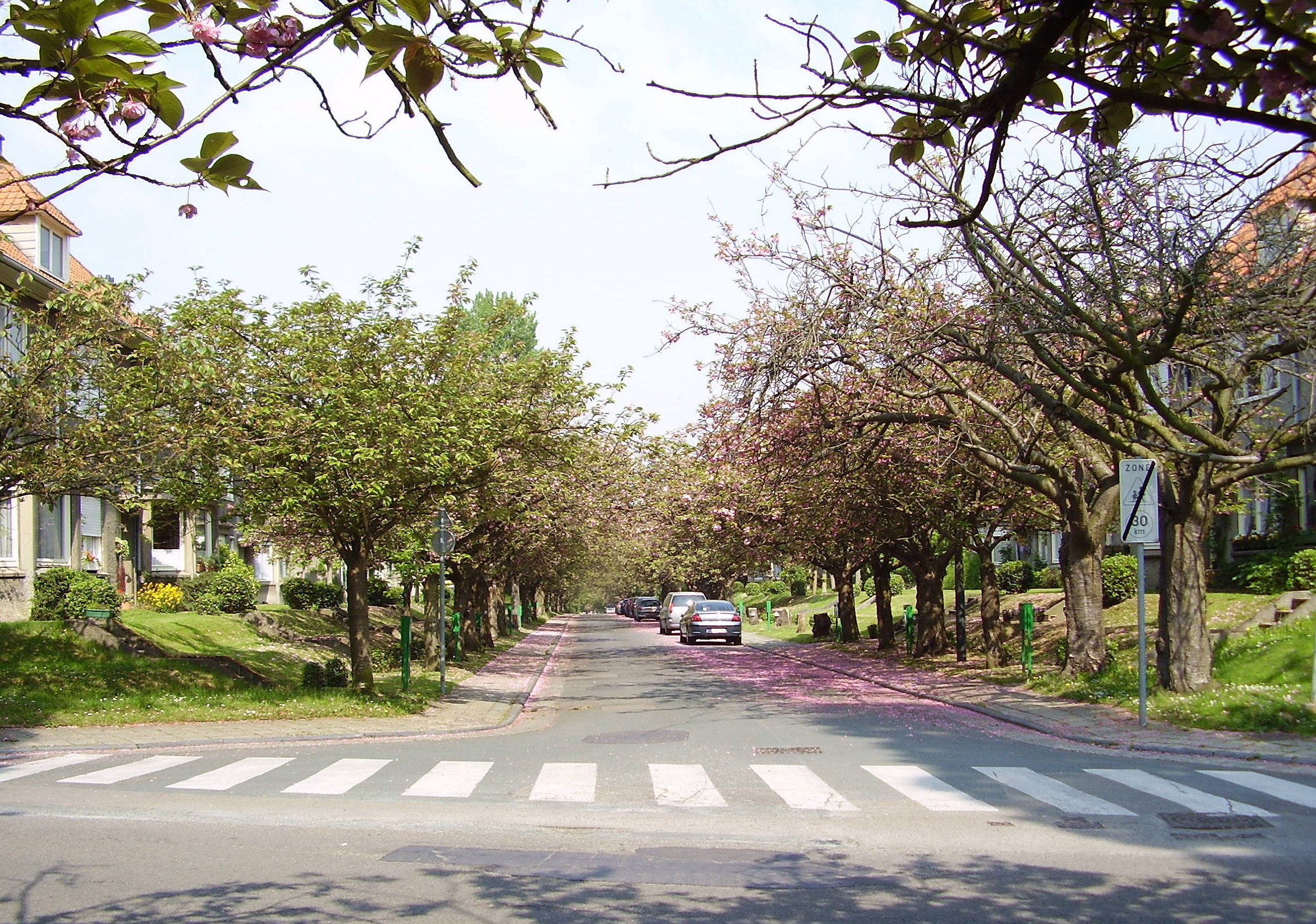
Город-сад Лё-Ложи (Le Logis) в Ватермель-Буасфор под Брюсселем

Го́род-сад — градостроительная концепция, возникшая в начале XX века.

## Первоначальная концепция
Одним из первых описаний города-сада можно считать книгу «Города-сады будущего». Она написана английским социологом-утопистом Эбенизером Говардом и была впервые опубликована в 1898 году.
Говард считал, что современный (на момент написания книги) город изжил себя. Критике подвергался хаотичный, ничем не ограниченный, рост промышленного города, его антисанитария и, в более общем смысле, антигуманность.
В качестве альтернативы Говардом были предложены небольшие города, сочетающие лучшие свойства города и деревни.
В соответствии с описанным в книге проектом численность населения нового города должна была составлять 32 тысячи жителей. Города должны были образовывать более крупные группы с единым центром. Общее население такого «созвездия» городов должно было составлять порядка 250 тысяч жителей.
Сам идеальный город Говарда представлял собой структуру из концентрических круглых зон. В самом центре такого города находится парк, его окружает жилая зона, состоящая из малоэтажной застройки с приусадебными участками. Радиус зоны с жилой застройкой должен был составлять примерно один километр. На периферию выносилась промышленность и сельхозугодья.

## Город-сад и его схема
Схематично город-сад можно описать следующим образом:
Форма города — круг. Площадь города — 5000 акров, площадь сельскохозяйственного пояса — 1000 акров (общая площадь города 6000 акров). Город пересекает 6 бульваров (шириной 120 футов), этим город делится на 6 равных секторов. Центральная площадь — место пересечения бульваров — круг площадью 5,5 акров (также сад), который окружён общественными зданиями: ратуша, библиотека, музей, больница и другими.
Центральный сектор окружает стеклянная галерея — общественный парк площадью в 145 акров (со спортивными площадками). Сам Crystal Palace — также часть парка, крытая. Здесь проводятся выставки, идёт торговля. При удалении от центра увеличиваются концентрические кольца зданий (каждое окружено доп. территорией земли, плотной застройки нет).
Застройка: 5 500 участков размером 20 х 130 футов, из которых застроено должно быть как минимум 20 x 100 футов. Муниципалитет контролирует линию фасадов, чтобы улицы были проницаемыми и ровными, в остальном поощряется проявление творчества в оформлении домов.
Grand Avenue — зелёный пояс 420 футов шириной (по сути парк площадью в 115 акров). Сюда выходят здания: школы, детские площадки, церкви — внутри пояса, а административные здания, выходящие к авеню, имеют форму полумесяца.
На внешнем кольце города — фабрики, склады, маслодельни, рынки, угольные дворы, дворы древесины и т. д., все выходящие на ж/д пути (для экономии на транспортировке товаров в центр города и разгрузке внутригородских магистралей, что снижает в конечном итоге стоимость обслуживания дорог). Всё промышленное оборудование работает на электричестве, что спасает город от загазованности.
Земля вокруг города — не принадлежит частным лицам и следовательно не может быть застроена при резком росте численности его населения. В городе, по идее автора концепции, формируется гражданское общество, которое оберегает эти земли от застройки. Единственный способ вырасти для такого города — «выплеснуться» городом-спутником за пределы сельскохозяйственного пояса. Спутники соединяются с центральным городом сетью ж/д. В конечном итоге вокруг главного города формируется кольцо из спутников. Глобально — формируется гексагональная система расселения определённого района.
Цель всего этого: достижение максимально высокого уровня качества жизни в городах-садах.

## Воплощение

### Великобритания
Говарду удалось организовать ассоциацию по строительству городов-садов. В первом десятилетии XX века эта ассоциация построила в Англии два новых города-сада — Лечворт и Велвин.
Однако эти первые города-сады не пользовались особой популярностью. Так, к концу 20-х годов в Лечворте жило всего 14 тысяч человек, а в Велвине — 7 тысяч.
Однако Великобритания не отказалась от идеи города-сада. Многие градостроители и архитекторы продолжали работать над концепцией.
После Второй мировой войны в Великобритании была принята программа строительства городов-спутников вокруг Лондона. Руководителем проекта был архитектор-планировщик Патрик Аберкромби.
Аберкромби многое позаимствовал из идей Говарда. Но были и существенные различия. Население новых городов должно было составлять 60-100 тыс. человек (а не 30 тыс. человек, как у Говарда).
В соответствии с планом Аберкромби вокруг Лондона должны были быть построены 18 новых городов с общим населением в примерно миллион жителей. При этом планировалось, что примерно половину жителей новых городов должны были составлять жители Лондона. Таким образом одной из целей новых городов было разуплотнение Лондона.
Хотя план частично был выполнен, его итоги значительно уступали ожиданиям. Так, к 1963 году в новые города-спутники Лондона переселилось всего 263 тыс. человек.

### Другие страны

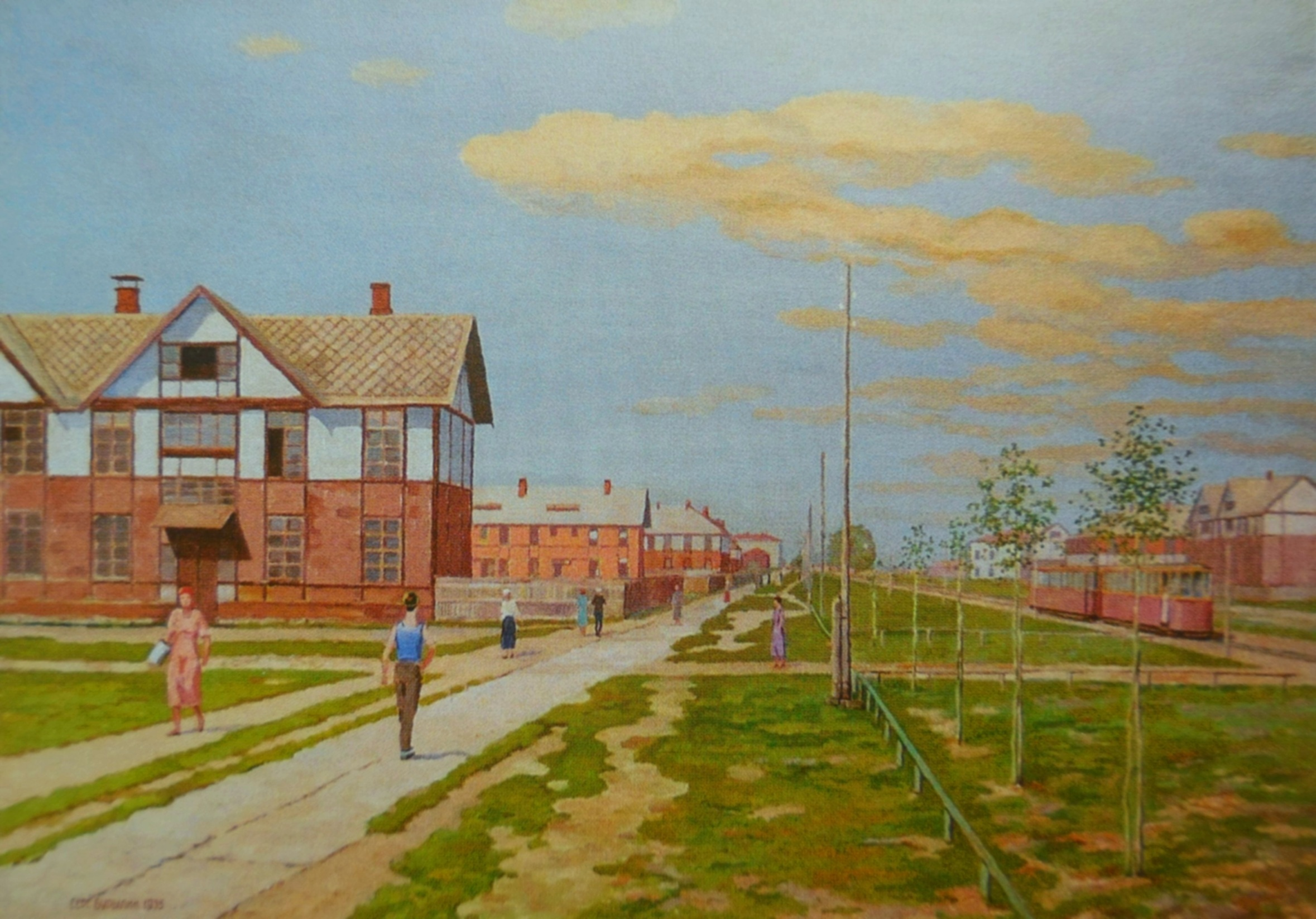
Первый Рабочий посёлок Иванова в 1935 году

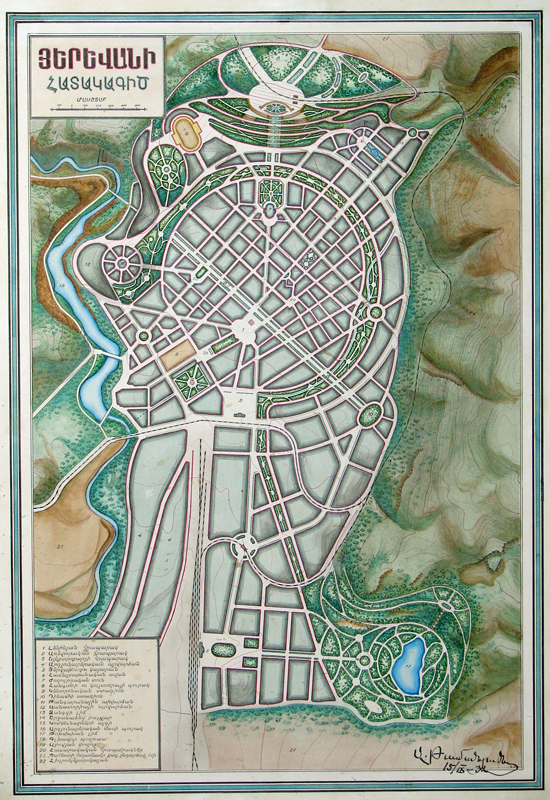
Генеральный план Еревана (1924 год)

В первой половине XX века идея города-сада пользовалась популярностью во многих странах, хотя нигде её воплощение не достигло такого размаха, как в Великобритании.
Примеры городов-садов:
- Армения: административный район Кентрон в Ереване был создан архитектором Александром Таманяном согласно генеральному плану Еревана 1924 года как район-сад;
- Австралия: концепция города-сада была положена в основу проекта столицы государства, города Канберра (архитекторы Уолтер Берли Гриффин и Мэрион Махони Гриффин). Благодаря обилию естественной растительности город получил у местных жителей неофициальное название «bush capital» («лесная столица»);
- Бельгия: район-сад Ле Ложи (Le Logis) в брюссельской коммуне Ватермаль-Буафор;
- Германия: районы-сады во многих городах, например Гамбурге (Wandsbek-Gartenstadt), Эссене (Essen-Margarethenhöhe), Кёнигсберге (Ратсхоф и Амалиенау, ныне часть Калининграда);
- Испания: Парк Гуэля по проекту Гауди в Барселоне. Парк первоначально создавался как район-сад, но желающих строить там жильё не нашлось;
- Израиль: Рихард Кауфман спланировал и построил в соответствии с концепцией города-сада мошав Нахалаль (1921) и киббуц Тель-Йосеф (1937) в Изреельской долине, мошав Моледет (1947), а также несколько районов Иерусалима: Бейт-ха-Керем, Рехавия и Тальпиот;
- Киргизия: исторический район Рабочий городок в Бишкеке был создан членами кооператива «Интергельпо» в 1920-х годах как город-сад;
- Россия: посёлок Доброград во Владимирской области;
- СССР: идея полностью реализована в Украинской ССР в городе Новая Каховка[источник не указан 115 дней]. Попытка сделать город-сад в Барнауле. Реализована была идея в городе Рубцовск Алтайского края (там часть города была пронизана арыками, питающими влагой лесопосадки вокруг них огороды частных домовладениях. Рубцовск назывался сад-город и был очень зелёным и плодородным. В настоящее время арыки засыпаны землей). В посёлке Сокол в Москве, посёлке Дружба в Мытищах, Красный город-сад в Ростове-на-Дону, Октябрьский поселок-сад в Вологде; в г. Жуковском, Первый Рабочий и Второй Рабочий посёлки в Иванове[2];
- Швеция: Сёдра Энгбю.

## Концепция во второй половине XX века
Ко второй половине XX века классическая концепция города-сада утратила популярность. Успехи и популярность городов-садов оказались ниже ожидаемой. Многие пригородные районы-сады превратились в спальные районы.
Однако многие идеи, заложенные в концепции города-сада, теперь используются современными градостроительными концепциями, например движением нового урбанизма.